# مطار هوانغشان تونشي الدولي
مطار هوانغشان تونشي الدولي (بالصينية: 黄山屯溪国际机场)(إياتا: TXN، إيكاو: ZSTX) يقع في مدينة هوانغشان في جمهورية الصين الشعبية. صنف مطار هوانغشان تونشي الدولي في المرتبة الخامسة والسبعون في الصين من حيث عدد الركاب عام 2011 وفقًا لإدارة الطيران المدني في الصين، حيث تعامل مع 465,336 راكب، وبلغ إجمالي حركة الطائرات (القادمة والمغادرة) 5,024 طائرة وقد بلغت كمية البضائع المنقولة عبر المطار 1,430 طن.

## شركات الطيران والوجهات
| شركـات طيـران            | الوجهات |
| ------------------------ | --- |
| خطوط العاصمة بكين الجوية | مطار نانينغ الدولي، مطار غينغادو جياودونغ الدولي، مطار شيامن قاوتشي الدولي، مطار شيان شيانيانغ الدولي        |
| Chengdu Airlines         | مطار جينغديو الجديد، مطار تشوشان بوتوشان                                                                     |
| خطوط شرق الصين الجوية    | مطار تشونغتشينغ جيانغبى الدولي، مطار داليان الدولي، مطار كونمينغ جانغشوي الدولي، مطار ونزهو يونجقيانج الدولي |
| خطوط جنوب الصين الجوية   | مطار قوانغتشو باييون الدولي، مطار جييانغ شاوشان، مطار شينزين باوان الدولي، مطار تشنغتشو الدولي               |
| Dalian Airlines          | مطار بكين العاصمة الدولي                                                                                     |
| Hebei Airlines           | مطار شيجياتشوانغ تشنغدينغ الدولي، مطار تشوهاى سانزو                                                          |